# Бірківська сотня (Кременчуцький полк)
Борківська сотня (вона ж і Бірківська)  — військова та адміністративна одиниця за Гетьманщини. Сотений центр — містечко Борки на Пслі (нині село Великобагачанського району Полтавської обл.).
Виникла восени 1648 року в складі Полтавського полку. У 1649 році закріплена «Реєстром» в полку у кількості 60 козаків. Сотник, на 1649 рік — Мисан.
1661 року увійшла до Кременчуцького полку. У 1662 році сотня ліквідована, а територія увійшла до Білоцерківської сотні Кременчуцького полку.